# Ace of Spades (альбом)
Ace of Spades (рус. Пиковый туз) — четвёртый студийный альбом британской хеви-метал-группы Motörhead, выпущенный октябре 1980 года.
Альбом занял 29-ю позицию в рейтинге «100 лучших рок-альбомов всех времён» по версии журнала Classic Rock.

## История
Альбом занял 4 строчку UK Albums Chart и получил статус «золотого» в марте 1981 года. Ему предшествовал одноимённый сингл, выпущенный 27 октября, который добрался до 15 строчки в UK Singles Chart.
Диск был записан в августе-сентябре 1980 года и спродюсирован Виком Майлом. Музыканты остались очень довольны работой продюсера, который, кроме того, занял место за звукорежиссёрским пультом (ранее эту обязанность выполняли сами музыканты).
В одном интервью Лемми сказал: «Вик заставил меня петь, вместо того, чтоб я кричал», а Тейлор добавил: «и заставил меня играть на ударных более эффектно».

## Список композиций
Слова и музыка всех песен: Иэн Фрейзер «Лемми» Килмистер, Фил Тейлор и Эдди Кларк.

### LP

#### Сторона A
| №  | Название                 | Длительность |
| -- | ------------------------ | ------------ |
| 1. | «Ace of Spades»          | 2:49         |
| 2. | «Love Me Like a Reptile» | 3:23         |
| 3. | «Shoot You in the Back»  | 2:39         |
| 4. | «Live to Win»            | 3:37         |
| 5. | «Fast and Loose»         | 3:23         |
| 6. | «(We Are) The Road Crew» | 3:13         |

#### Сторона B
| №  | Название                             | Длительность |
| -- | ------------------------------------ | ------------ |
| 1. | «Fire, Fire»                         | 2:44         |
| 2. | «Jailbait»                           | 3:33         |
| 3. | «Dance»                              | 2:38         |
| 4. | «Bite the Bullet»                    | 1:38         |
| 5. | «The Chase Is Better Than the Catch» | 4:18         |
| 6. | «The Hammer»                         | 2:48         |

### CD бонус-треки
1. «Dirty Love» — 2:57
  - Originally released as the B-side of the Ace of Spades single
2. «Please Don’t Touch» (Johnny Kidd, Guy Robinson) — 2:49
3. «Emergency» (Kim McAuliffe, Kelly Johnson, Enid Williams, Denise Dufort) — 3:00

### Подарочное издание: Диск 2
1. «Dirty Love» — 2:55
2. «Ace of Spades» (alternate version) — 3:03
3. «Love Me Like a Reptile» (alternate version) — 4:16
4. «Love Me Like a Reptile» (alternate version) — 3:31
5. «Shoot You in the Back» (alternate version) — 3:11
6. «Fast and Loose» (alternate version) — 3:06
7. «(We Are) The Roadcrew» (alternate version) — 3:24
8. «Fire Fire» (alternate version) — 2:41
9. «Jailbait» (alternate version) — 3:33
10. «The Hammer» (alternate version) — 3:11
11. «Dirty Love» (alternate version) — 1:02
12. «Dirty Love» (alternate version) — 3:51
13. «Fast and Loose» (BBC Session) — 4:18
14. «Live to Win» (BBC Session) — 3:33
15. «Bite the Bullet/The Chase Is Better Than the Catch» (BBC Session) — 6:05

## Участники записи
- Иэн Фрейзер «Лемми» Килмистер — вокал, бас-гитара
- Эдди Кларк — гитара
- Фил Тейлор — ударные